# Теньлаг

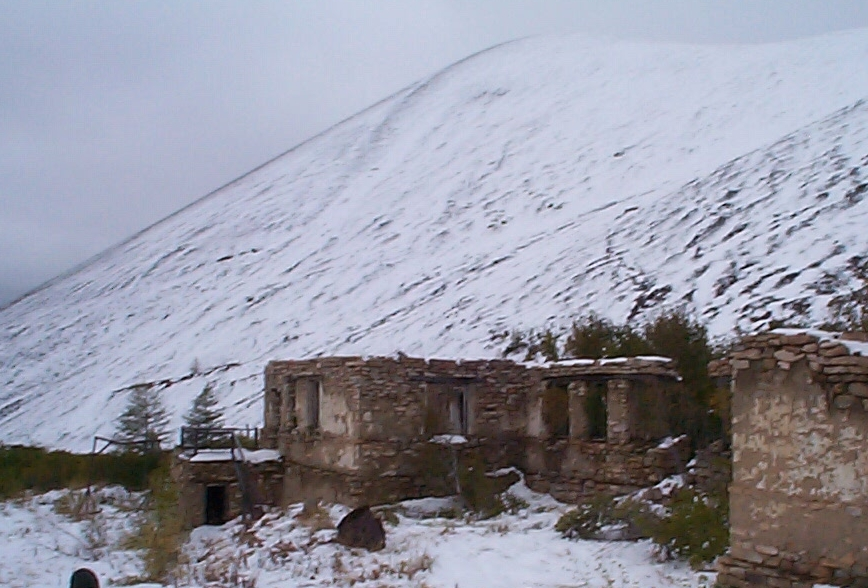
Залишки олов'яного рудника в Бутугичазі.

Теньлаг (Теньки́нський випра́вно-трудови́й та́бір) — табірний підрозділ, що діяв у структурі Дальбуду (рос. Дальстрой).

## Історія
Теньлаг був організований у 1949 році. Управління Теньлагу розміщувалося в селищі Усть-Омчуг, Магаданської області. В оперативному командуванні з 1951 по 1952 роки воно підпорядковувалося спочатку Головному управлінню виправно-трудових таборів Дальбуд, а починаючи з 1953 по 1956 роки Управлінню північно-східних виправно-трудових таборів Міністерства юстиції СРСР (УПСВТТ МЮ). Згодом УПСВТТ переданий в систему Міністерства внутрішніх справ.
За даними на 1 вересня 1951 року чисельність в'язнів табору складала 17 990 осіб, з яких 1930 осіб — жінки. У 1952 році Теньлаг нараховував 15 517 в'язнів, а в 1953 році чисельність табору знизилася до 8863 осіб.
На території табірного управління працювали копальні «Гвардієць», імені Гастелло, імені Ворошилова, здійснювався видобуток золота на копальнях «Лісова» та «Золота», також проходили роботи на руднику і збагачувальній фабриці «Урчан», гірничодобувні роботи на копальнях «Дусканья», «Піонер», імені Будьонного, «Вітрова», «Бадьора», імені Тимошенко, руднику «Хеніканджа», лісозаготівлі, обслуговування електростанцій та автотранспорту, будівельні та ремонтно-механічні роботи. Здійснювалися геологознімальні та геологорозвідувальні роботи Арманського, Бутугичазького, Хеніканджинського, Кандичанського, Урчанського і Порожистого родовищ, геологорозвідувальні роботи на Інському і Маралінському родовищах
Теньлаг припинив своє існування в 1956 році.